# 辟陽県
辟陽県（へきよう-けん）は中華人民共和国河北省にかつて存在した県。現在の衡水市冀州区南東部に相当する。
前漢により設置され、後漢により廃止された。